# Alaquàs (kommun)
Alaquàs är en kommun i Spanien.   Den ligger i provinsen Província de València och regionen Valencia, i den östra delen av landet, 300 km öster om huvudstaden Madrid. Antalet invånare är 30 202. Arean är 3,9 kvadratkilometer. Alaquàs gränsar till Aldaia, Picanya, Torrent och Xirivella. 
Terrängen i Alaquàs är mycket platt.